# Mona Chalmers Watson
Alexandra Mary "Mona" Chalmers Watson geboren als: Alexandra Mary Geddes (Mumbai, 31 mei 1872 — Rolvenden, 7 augustus 1936) was een Schots arts, voedingsdeskundige, feministe, suffragette, auteur, en hoofd van de Queen Mary's Army Auxiliary Corps ten tijde van de Eerste Wereldoorlog. Voor haar verdiensten is zij geridderd tot commandeur in de Orde van het Britse Rijk. Ze is mede-oprichtster van diverse overheidsinstellingen die streden voor gelijke rechten van vrouwen en betere voeding voor kinderen.

## Biografie

### Jeugd en studie
Chalmers Watson werd geboren als Alexandra Mary Geddes op 31 mei 1872 in Mumbai, in het toenmalige Brits-Indië, als de oudste dochter van civiel ingenieur Auckland Campbell Geddes (1831-1908) en feministe Christina Helen Mcleod Anderson (1850-1914). Via haar moeders broer, was Chalmers Watson verwant aan Elizabeth Garrett Anderson, de eerste vrouwelijke dokter in Engeland. Het gezin verbleef in het toenmalige Brits-Indië vanwege het werk van Chalmers Watsons vader als ingenieur voor de Britse Oost-Indische Compagnie. Ze volgde van 1888 tot 1890 secundair onderwijs aan de kostschool St. Leonards te St Andrews, Schotland. Na de kostschool wilde Chalmers Watson zich richten op een studie geneeskunde, toentertijd een studiekeuze die als ongepast werd beschouwd voor vrouwen. In 1891 begon zij met haar opleiding aan de Edinburgh College of Medicine for Women, een school opgericht door de Schotse feministe Elsie Inglis. Chalmers Watson behaalde in 1896 haar graad Bachelor of Medicine et Chirurgiae Magistrum, dit is vergelijkbaar met Doctor of Medicine in Angelsaksische landen of Master of Science in Nederland.

### Carrière
Nadat Chalmers Watson was afgestudeerd, heeft ze een jaar als arts gewerkt voor een kraamvereniging in Plaistow. Haar ervaring bij de kraamvereniging resulteerde in het maken van haar scriptie, hiervoor verkreeg zij haar Medicinae Doctor (MD) op 30 juli 1898 van de Universiteit van Edinburgh. Op diezelfde dag trad zij in het huwelijk met de Schotse arts Douglas Chalmers Watson, hij was tevens schrijver voor de Encyclopaedia Medica.
Zowel Mona als Douglas hebben samen de Encyclopaedia Medica geredigeerd, een vijftiendelige encyclopedie, waarvan de eerste editie is verschenen in 1900. Chalmers Watson heeft een artikel toegevoegd over het voeden van gehandicapten. Ze heeft samen met Douglas een tweetal boeken uitgegeven: Food and Feeding in Health and Disease (1910) en The book of Diet (1913). Terwijl het echtpaar hun kliniek draaide, werkte Chalmers Watson vanaf 1900 ook in het Edinburgh Hospital and Dispensary for Women and Children, het latere Bruntsfield Hospital in Edinburgh; aldaar zou ze later de hoofdarts worden.

### WAAC -Women's Army Auxiliary Corps

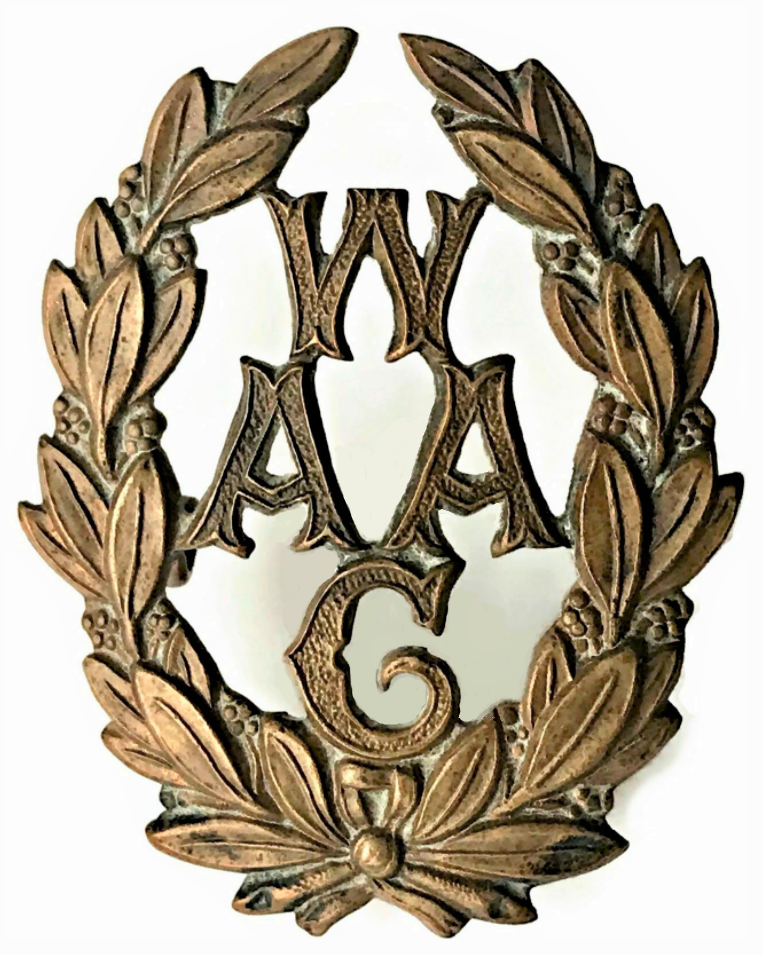
Baretembleem van het Women's Army Auxiliary Corps, in april 1918 werd de korpsnaam gewijzigd naar Queen Mary's Army Auxiliary Corps.

Vanaf het begin van de Eerste Wereldoorlog werkten Schotse vrouwen in de zorg, munitie-industrie, veldhospitalen, gaarkeukens en reden ze ambulances voor de in 1907 opgerichte First Aid Nursing Yeomanry. Echter, in 1916, twee jaar in de Eerste Wereldoorlog, was er een groot tekort aan manschappen door zware verliezen in de oorlog. Datzelfde jaar stelde Chalmers Watson voor om een korps van vrouwelijke vrijwilligers te realiseren die aanvullende ondersteunende taken, los van het strijden zelf, zouden kunnen uitvoeren. Brigadegeneraal, baron Auckland Campbell Geddes, Chalmers Watsons jongere broer, was de directeur rekrutering en selectie van de War Office in Londen. Hij bracht op 26 januari 1917 zijn zus in contact met Adjudant-Generaal Nevil Macready, zodat zij haar pleidooi kon houden voor een vrouwenkorps. Macready gaf zijn goedkeuring voor het korps op 11 maart 1917. Op 7 juli 1917 werd de WAAC (Women's Army Auxiliary Corps) formeel opgericht. Chalmers Watson werd aangewezen als het eerste hoofd van het korps. Ze kreeg de rang van brigadegeneraal en kreeg een jaarsalaris van £500. Devonshire House aan Piccadilly te Londen, tegenover de noordhoek van Green Park, werd het hoofdkwartier van het korps. Ze liet een rekruteringspamflet verspreiden om vrouwen op te roepen om de aan het front strijdende mannen te ondersteunen in hun strijd. Chalmers Watson wist in totaal 40.850 vrouwen te rekruteren, waarvan 17.000 actief buiten het Verenigd Koninkrijk; maar nooit meer dan 8.777 tegelijkertijd. Chalmers Watson beschouwde de stichting van de WAAC als een vooruitgang voor de vrouwenbeweging en voor de natie. In 1918 stopte Chalmers Watson met haar activiteiten voor de WAAC omdat een van haar zonen ernstig ziek werd door complicaties na een appendectomie. In 1918 veranderde ook de naam van het korps naar Queen Mary's Army Auxiliary Corps. Het korps breidde zich uit ten tijde van de Tweede Wereldoorlog en heeft daarmee het fundament gelegd voor de Auxiliary Territorial Service dat later in 1949 werd omgevormd naar het Women's Royal Army Corps. Voor haar werk voor de WAAC is Chalmers Watson de ridderorde: commandeur in de Orde van het Britse Rijk, toegekend op 24 augustus 1917.
| Dit is de grootse kans voor elke sterke, gezonde en actieve vrouw, nog niet behept met werk van nationaal belang om haar diensten aan haar land aan te bieden. — Vertaald citaat, Mona Chalmers Watson |

### Suffragettebeweging en politiek
Chalmers Watson was een suffragette en aanhangster van Millicent Fawcett, en al nam ze niet deel aan de militante acties van haar medesuffragettes, haar ondersteuning was niet passief. Zo heeft zij ten tijde van de oprichting van de WAAC ervoor gestreden dat vrouwen die een baan overnamen van een man, zoveel mogelijk een gelijk salaris zouden ontvangen. Ze verzorgde arts suffragette-gevangenen in de gevangenis van Perth in Schotland, die in hongerstaking waren gegaan en met dwang werden gevoed.
Nadat de Representation of the People Act 1918 was aangenomen, kregen vrouwen stemrecht. Het stemrecht voor vrouwen gold alleen voor vrouwen van 30 jaar en ouder, die in het bezit waren van een huis, of getrouwd waren met een man die een huis bezat. Een totaal van 8,5 miljoen vrouwen - ongeveer 2 op de 5 vrouwen - had door deze Act of Parliament stemrecht gekregen. Chalmers Watson werd de eerste voorzitster van de Edinburgh Women Citizens' Association. Vanuit haar rol begon zij direct met het aansturen op nieuwe hervormingen waarmee de criteria om te mogen stemmen gelijk zouden worden getrokken met mannen. Tien jaar later, op 2 juli 1928, zou dit gebeuren in een nieuwe Act of Parliament, genaamd: Representation of the People (Equal Franchise) Act 1928. Zowel mannen en vrouwen moesten vanaf dan 21 jaar of ouder zijn alvorens zij mochten stemmen, er was ook geen eis meer voor het bezitten van vastgoed. Ruim 32 jaar na het overlijden van Chalmers Watson, is op 17 april 1969 is de minimale leeftijd voor actief kiesgerecht, in het Verenigd Koninkrijk, verlaagd naar 18 jaar voor zowel mannen als vrouwen.
| Het was een eer te hebben geleefd in zo een grootse tijd voor vrouwen, en om te weten dat de generatie na ons niet dezelfde strijd hoeft te leveren voor vrijheid. — Vertaald citaat, Mona Chalmers Watson |

### Overlijden
Chalmers Watson stierf op 7 augustus 1936 in de residentie van haar broer, Sir Auckland Geddes, in Rolvenden in het graafschap Kent. Zij verbleef bij haar broer om te herstellen van een ziekte waaraan zij reeds enige tijd leed. Alexandra Mary Chalmers Watson-Geddes is 64 jaar oud geworden.